# Leges Iuliae
Con il nome di Leges Iuliae si comprendono tutte le leggi romane introdotte da membri della gens Iulia.
Più spesso, quando si parla di Leges Iuliae, ci si riferisce in particolare alle leggi introdotte da Augusto dall'anno 18 a.C. al 9 d.C., le quali prevedevano alcuni provvedimenti sulla famiglia e sul rispetto delle antiche tradizioni (mos maiorum).
Augusto elaborò un piano, in parte attuato con le Leges Iuliae, che si suddivideva in tre punti fondamentali: 
1. Il ritorno alla moralità della famiglia: gli adulteri furono proibiti e puniti con l'esilio. Ci si doveva sposare entro i giusti limiti di età e di classe sociale, chi non si sposava e non aveva figli era multato.
2. Ritorno alla campagna e alla sanità anche morale che essa procura. Gli antenati dei Romani erano agricoltori umili, non ricchi lussuriosi (si veda l'esempio di Cincinnato).
3. Celebrazione del mito di Roma attraverso le opere letterarie. Ottaviano avvicinò a sé numerosi intellettuali come Publio Virgilio Marone che pubblicarono opere celebrative di Roma.

Questi provvedimenti non furono ben visti dalla classe equestre. La prima vittima delle leggi emanate da Augusto fu sua figlia Giulia, condannata all'esilio per aver condotto una vita lussuriosa e per aver complottato contro l'imperatore. Augusto stesso affermò in pubblico che Giulia era colpevole di aver complottato contro la sua vita.

## Leges Iuliaeprima di Gaio Giulio Cesare

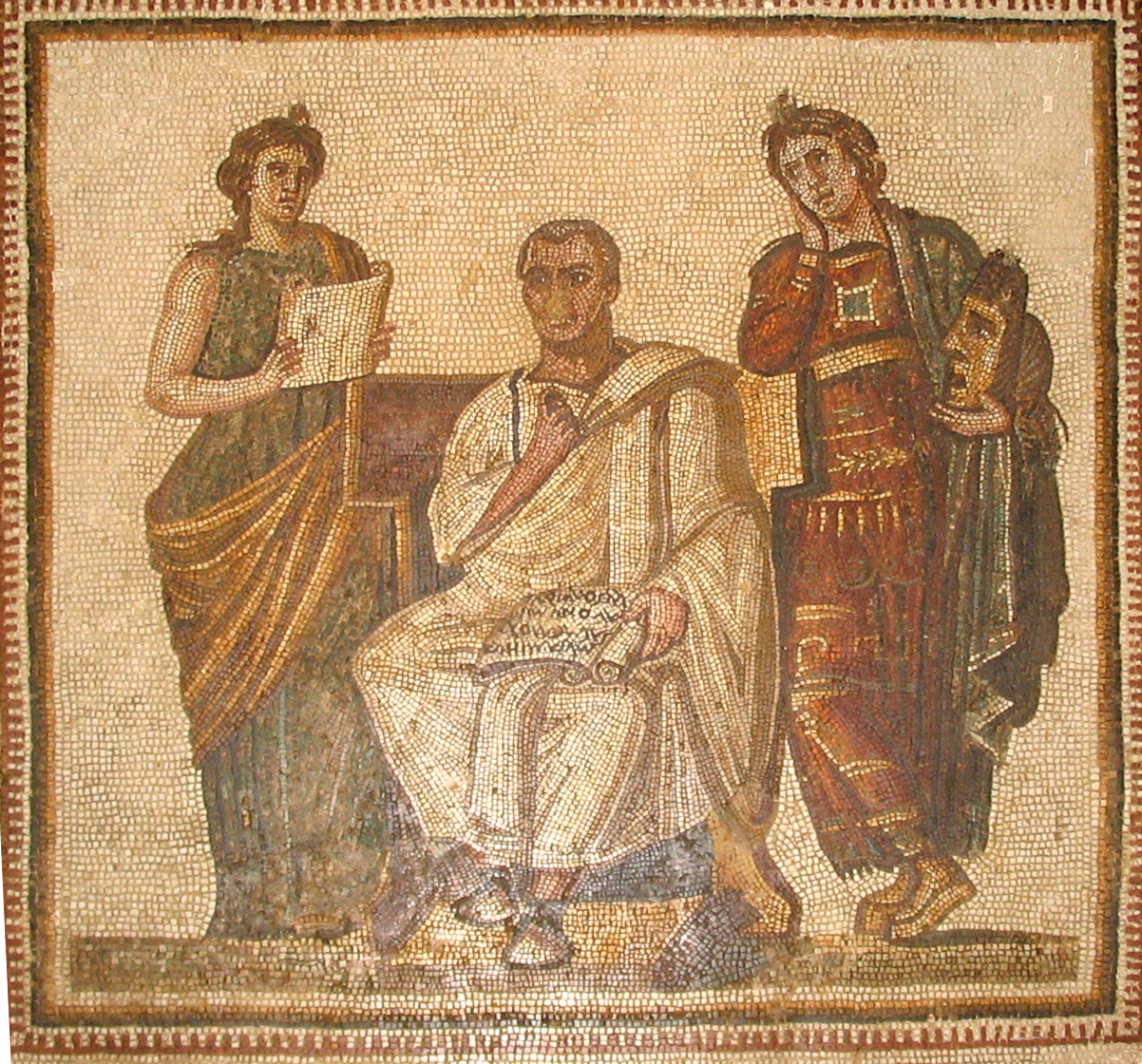
Le muse Clio e Melpomene affiancano Virgilio, autore dellEneide, una delle opere più importanti della letteratura latina e che narra delle mitiche origine della città di Roma.

### Lex Iulia de Civitate Latinis danda(90 a.C.)
A parte le leggi di Augusto sul matrimonio, la Lex Iulia del 90 a.C. è probabilmente la più conosciuta tra quelle recanti tale nome.
Questa legge fu introdotta dal console Lucio Giulio Cesare e assicurava la cittadinanza romana a tutti gli italici che non fossero insorti contro Roma nel corso della Guerra sociale (91–88 a.C.).

## Leges Iuliaecesariane

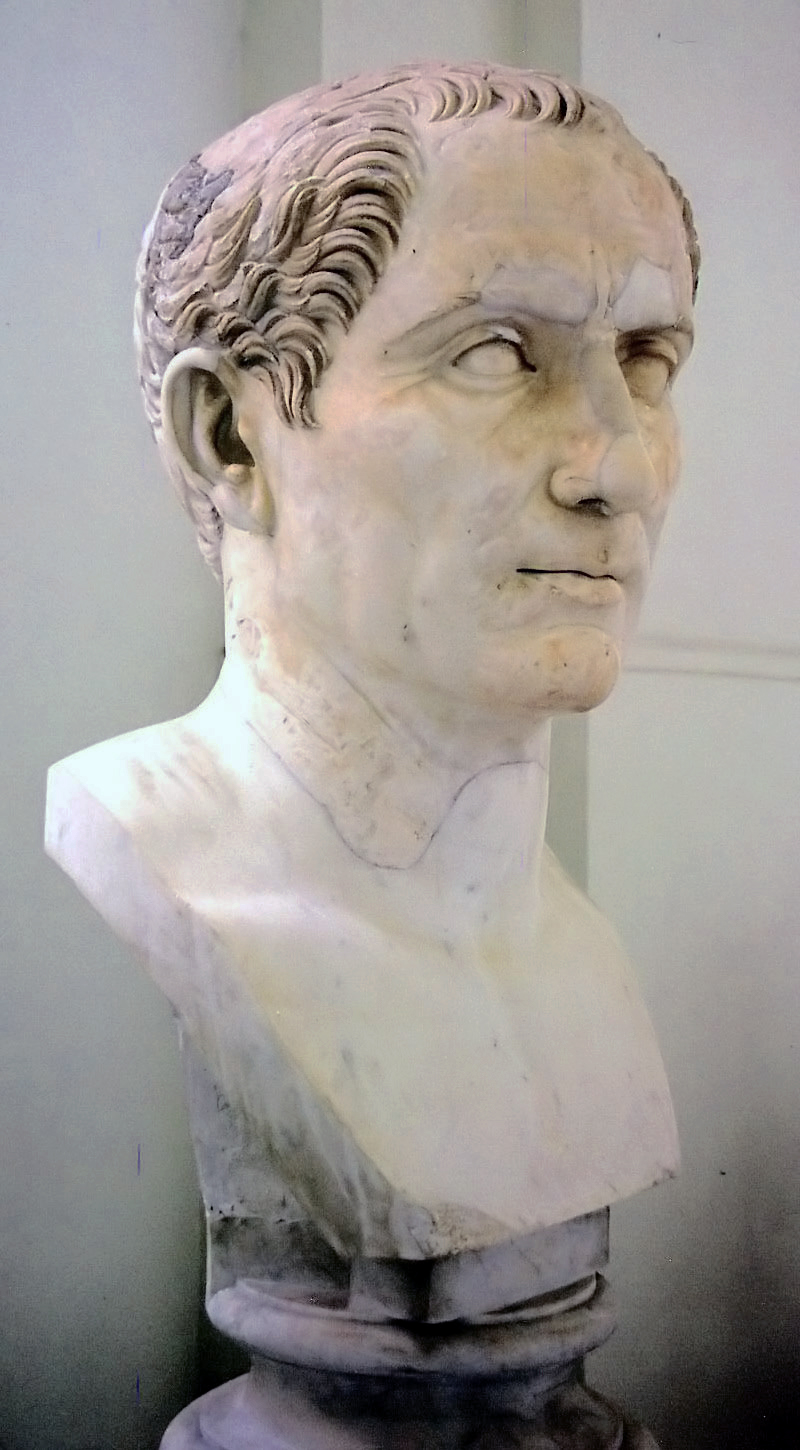
Gaio Giulio Cesare, console nel 59, 48, 46, 45, 44 a.C. e dittatore nel 49 e nel 44 a.C..

### Lex Iulia de repetundisoLex Iulia repetundarum(59 a.C.)
Ripristinò un certo rigore in tema di crimen repetundarum a carico del condannato. Previde, inoltre, specificatamente, la responsabilità del soggetto che avesse preso denaro per giudicare o non giudicare, per adottare o non adottare provvedimenti giudiziari od amministrativi. Questa legge continuò ad aver vigore anche durante l'età del Principato: ad essa fanno costante riferimento i giuristi classici.

### Lex Iulia agraria(59 a.C.)
Ordinava l'assegnazione ai cittadini poveri dell'agro demaniale, eccetto l'agro campano, e di altri terreni da acquistarsi dallo stato.

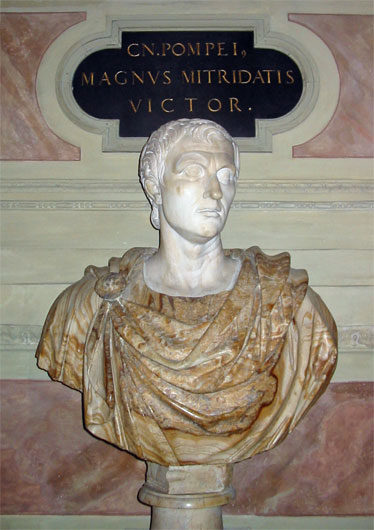
Gneo Pompeo Magno, eroe delle guerre mitridatiche e riorganizzatore dell'Asia nel 63 a.C.

### Lex Iulia de actis Cn. Pompei confirmandis(59 a.C.)
Ratificava l'ordinamento dato da Pompeo all'Asia. Infatti dopo la fine della terza guerra mitridatica, il regno del Ponto perse molti territori e gli stati indipendenti dell'Anatolia e dell'Armenia diventarono stati clienti della Repubblica. Venne creata la provincia romana della Siria e la provincia di Bitinia diventò provincia di Bitinia e Ponto annettendo ulteriori territori.

### Lex Iulia agraria campana(59 a.C.)
Ordinava l'assegnazione anche dell'agro campano (perciò lex campana). Grazie a questa legge circa ventimila cittadini andarono a popolare la Campania e Capua diventò una colonia romana dopo essere stata per 152 anni una prefettura.

### Lex Iulia de publicanis(59 a.C.)
In favore dei cavalieri Cesare fece varare questa legge che rimetteva agli appaltatori delle imposte dell'Asia un terzo della somma da essi dovuta. Questa legge fu voluta da Marco Licinio Crasso in seguito agli accordi del primo triumvirato.

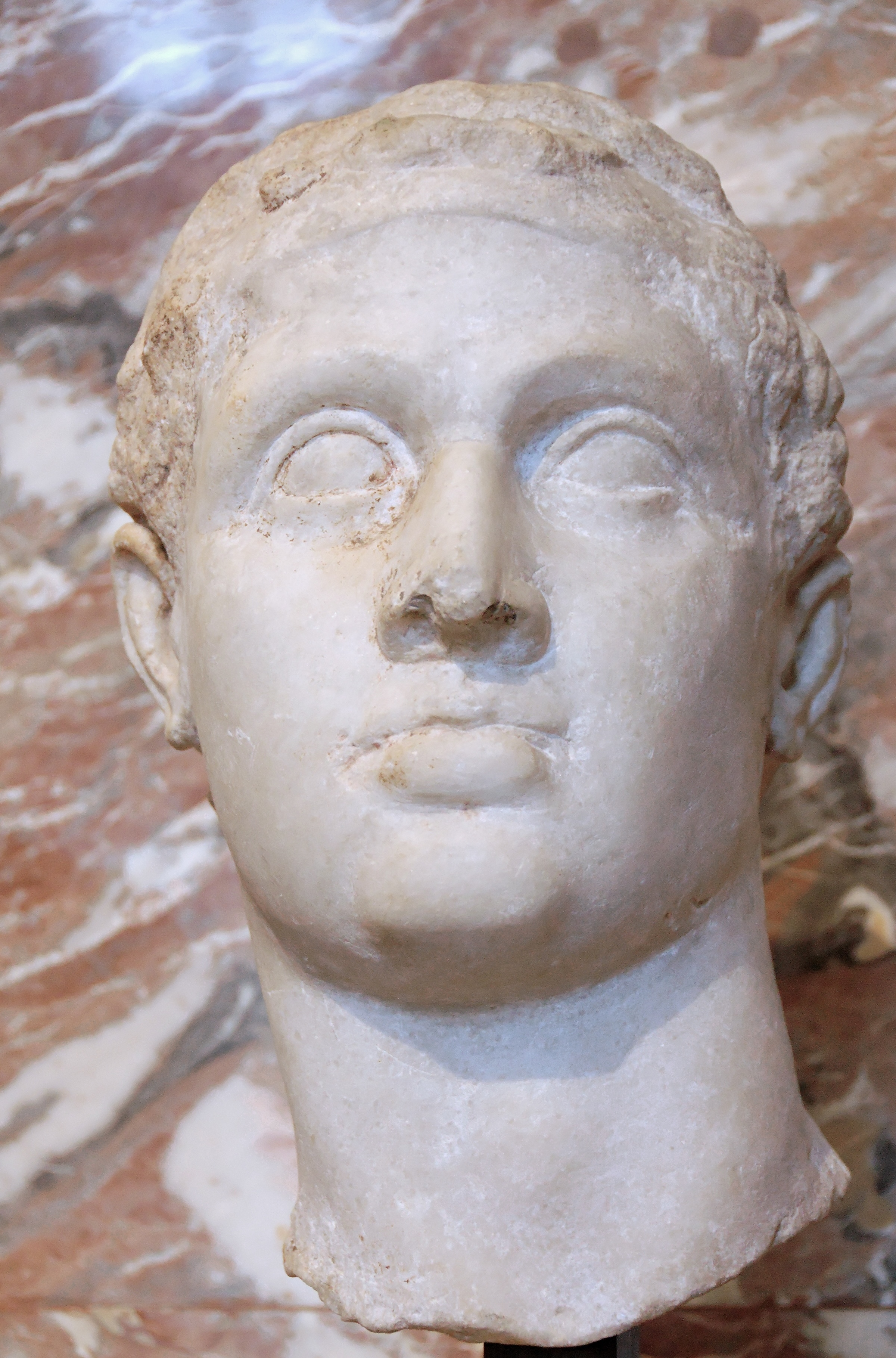
Tolomeo XII Aulete, Signore dell'Alto e del Basso Egitto, alleato del popolo romano dal 59 a.C.

### Lex Iulia de rege alexandrino(59 a.C.)
Questa legge riconosceva e dichiarava amico del popolo romano il re d'Egitto Tolomeo Aulete, che la pagò a Cesare e Pompeo 6000 talenti.

### Lex Iulia de Pecuniis Mutuis(49 a.C.)
Consentì la remissione degli interessi arretrati di due anni e la detrazione di quelli pagati sul capitale.

### Lex Iulia de Provinciis(46 a.C.)
Limita il mandato dei propretori ad un solo anno e quello dei proconsoli fino a due consecutivi. Proibisce tassativamente qualunque prolungamento dei termini temporali già detti.

### Lex Iulia de magistratibus(46 a.C.)
Portò il numero degli edili plebei a quattro, istituendo due edili curiali, addetti all'approvvigionamento dei cereali e all'organizzazione dei Ludi Ceriales.

### Lex Iulia iudiciaria(46 a.C.)
La Iulia Iudiciaria soppresse la decuria dei tribuni aerarii che furono esclusi dalle giurie giudicanti in tema di reato, modificando la lex Aurelia iudiciaria del 70 a.C.

### Lex Iulia agraria(46 a.C.)
Con questa legge Cesare assegnava terre ai suoi veterani.

### Lex Iulia Municipalis(45 a.C.)
La Lex Iulia Municipalis riorganizzava l'amministrazione dei municipia italiani. Questa legge prese spunto dal testo delle Tavole di Eraclea, infatti restituiscono una significativa testimonianza dell'ordinamento giuridico e sociale della colonia.

## A cosa serviva le Leges Iuliae per Augusto

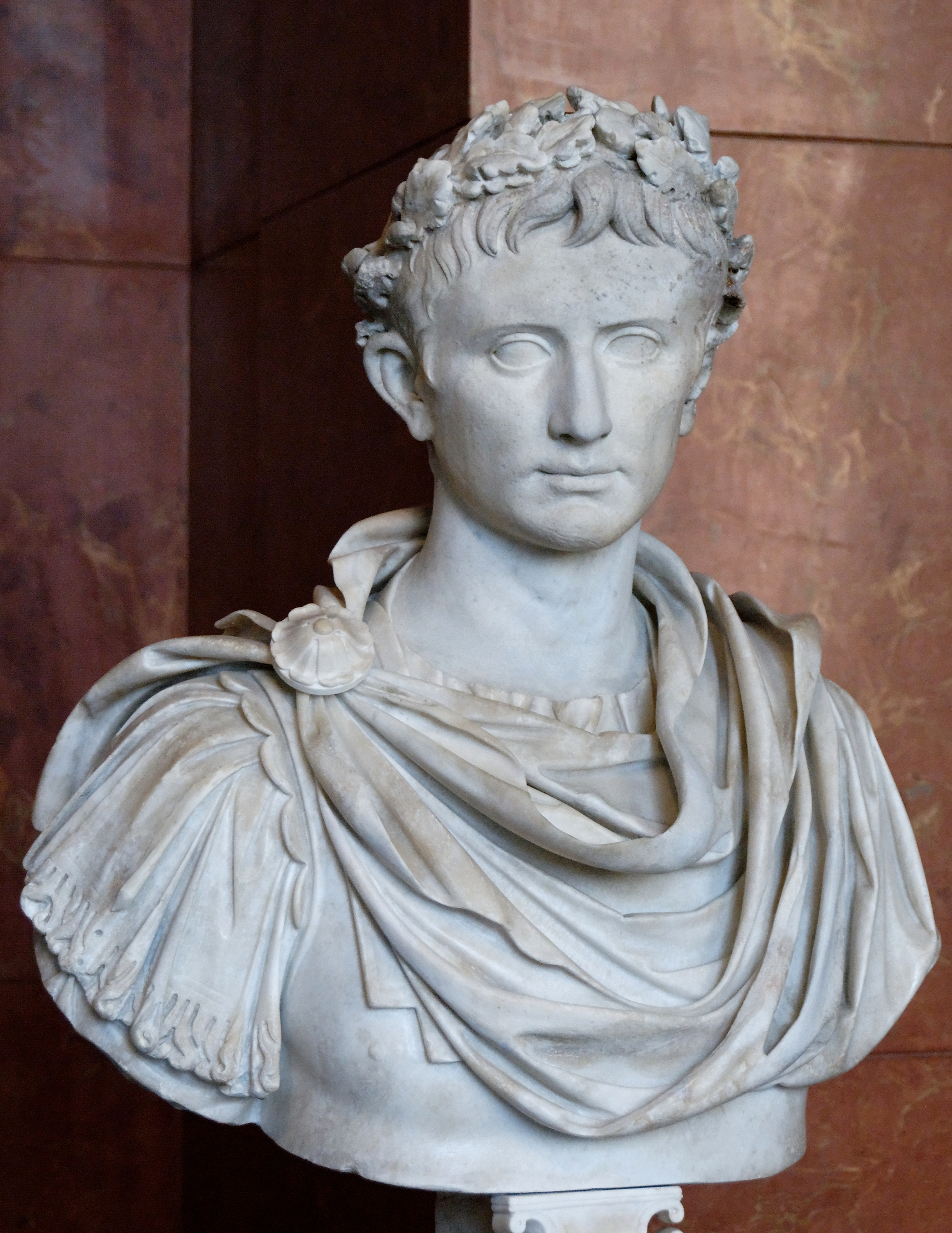
Il primo imperatore romano Gaio Giulio Cesare Ottaviano Augusto.

Con le Leges Iuliae del 18–17 a.C., Augusto tentò di innalzare sia il livello di moralità sia il numero di cittadini delle classi superiori della città di Roma, incoraggiando il matrimonio e la nascita dei figli (Lex Iulia de maritandis ordinibus).
Fra le altre cose, esse definirono l'adulterio come un delitto privato e pubblico (lex Iulia de adulteriis).
Per incoraggiare la crescita demografica, le Leges Iuliae offrivano incentivi per il matrimonio e imponevano penalizzazioni ai celibi.
Augusto istituì la cosiddetta "legge dei tre figli", che garantiva un gran riguardo a coloro che avessero avuto tre figli maschi.
I celibi in età di matrimonio e le giovani vedove che non si risposavano non potevano ricevere le eredità e non potevano assistere ai giochi pubblici.

### Leges Iuliaeaugustee

#### Lex Iulia de ambitu(18 a.C.)
In tema di crimen ambitus penalizzava la corruzione e stabilì che in casi non violenti fosse pagata una multa pecuniaria oltre all'interdizione dalle cariche pubbliche per cinque anni.

#### Lex Iulia de annona(18 a.C.)
Previde una forte sanzione in denaro per l'incetta di generi alimentari.

#### Lex Iulia de maritandis ordinibus(18 a.C.)
Limitava il matrimonio tra classi sociali diverse (questa legge è considerata essere una causa indiretta del concubinaggio, che sarà poi successivamente regolamentato da Giustiniano - si veda di seguito). Fu una legge molto controversa perché il progetto originale prevedeva pene e restrizioni molto dure, quindi l'imperatore fu costretto a sopprimere o ad attenuare alcune sanzioni

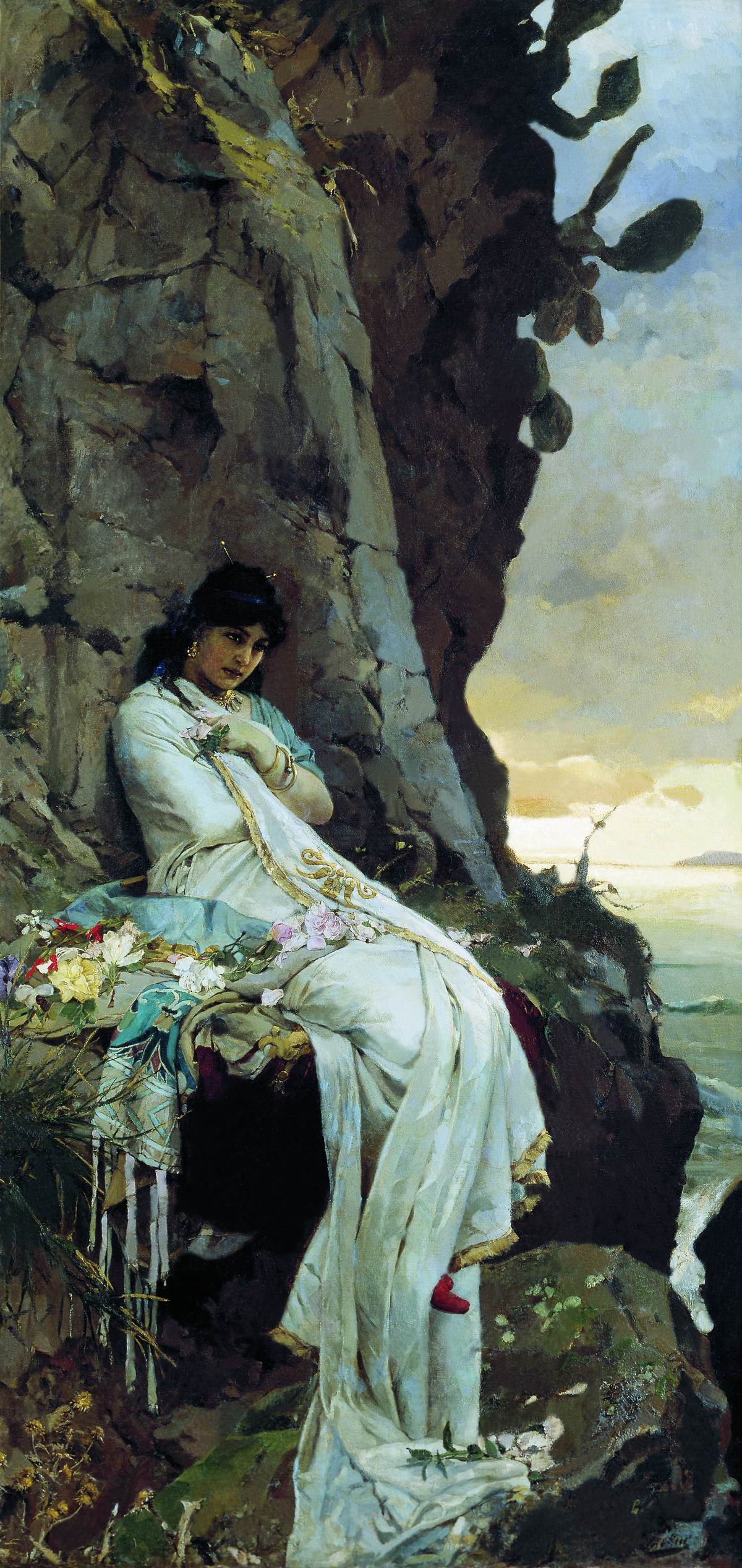
Giulia maggiore, figlia dell'imperatore Augusto, mandata in esilio dal padre per adulterio

#### Lex Iulia de adulteriis coercendis(17 a.C.)
Previde e disciplinò il crimen adulterii e le varie fattispecie che vi rientravano (adulterium, incestum, lenocinium, stuprum), istituendo la relativa quæstio, che puniva il reato con l'esilio.
Le due parti colpevoli erano inviate in esilio su due isole diverse (dummodo in diversas insulas relegentur) e parte delle loro proprietà era confiscata.
Ai padri era permesso di uccidere le figlie e i loro partner d'adulterio. I mariti potevano uccidere i partner in certe circostanze ed erano obbligati a divorziare dalle mogli adultere.
Lo stesso Augusto dovette applicare tale legge nei confronti di sua figlia Giulia (relegata sull'isola di Pandateria) e della figlia maggiore di quest'ultima (Giulia minore).
Tacito rimprovera il fatto che, con i suoi propri parenti, Augusto fosse stato più severo di quanto la legge stessa richiedesse.

#### Lex Iulia de vi publica et privata(17 a.C.)
Fu promulgata nel 17 a.C. allo scopo di ridefinire il delitto di violenza, ossia il crimen vis, che era stato precedentemente punito dalla lex Plautia de vi. 
Essa ricomprendeva due diverse tipologie di violenza: la vis pubblica, contro il regolare svolgimento delle funzioni statali (ad esempio i comizi) e punita con l'aquae et ignis interdictio, e la vis privata, contro la libertà dei privati cittadini e punita con il sequestro di un terzo del patrimonio del colpevole.
Era considerata vis publica anche la mancata concessione da parte del magistrato del diritto alla provocatio ad populum, ottenuta per esempio impedendo all'accusato di giungere a Roma oppure torturandolo o uccidendolo prima che essa fosse stata eseguita.

#### Lex Iulia iudiciorum privatorum(17 a.C.)
Nel quadro di una revisione del sistema processuale romano, eliminò del tutto le legis actiones sostituite dal processo per formulas.  Tra le legis actiones, rimase in vigore la sola legis actio sacramenti nei giudizi centumvirali (ad es., per questioni ereditarie), nonché la procedura relativa all’actio damni infecti.

#### Lex Iulia iudiciorum publicorum(17 a.C.)
Ripartì le decuriae di giudici (ciascuna composta di cento giudici) in quattro: una di senatori, una di cavalieri, una mista di senatori e cavalieri, una di giudici per metà appartenenti al ceto equestre (ducenarii).  Le decuriae giudicavano seguendo una turnazione.  Individuò anche un'ulteriore fattispecie di delitto rientrante nel crimen ambitus: fu punito, infatti, con una pena pecuniaria, la parte (imputato o accusatore) che si fosse recata a casa del giudice con l'implicito scopo di corromperlo o, comunque, influenzarne la serenità di giudizio.

#### Lex Iulia maiestatis(8 a.C.)
Riordinò l'intera materia del crimen maiestatis, comminando per esso la pena dell’interdictio aqua et igni e la confisca del patrimonio.  Proprio da questa legge derivò l'impulso a far rientrare, in sede di interpretazione, nell'ambito del crimen maiestatis, tutte le offese in qualunque modo arrecate alla dignità imperiale.

#### Lex Iulia de collegiis(7 a.C.)
Contiene norme relative ai collegia e alle sodalitates. In particolare stabilì che tutti i collegia e le sodalitates (tranne un ristretto numero di antica tradizione), fino ad allora esistenti, dovevano essere sciolti; per la costituzione di nuovi enti dello stesso genere occorreva l'autorizzazione del Senato.

#### Lex Iulia de vicesima hereditatum(5 d.C.)
Introdusse un'imposta successoria pari al 5% del patrimonio ereditario e regolò, altresì, la procedura relativa all'apertura del testamento, stabilendo che le tabulae testamentariae dovevano essere aperte dinanzi all'ufficio preposto alla riscossione dell'imposta.

#### Lex Papia Poppaea(9 d.C.)

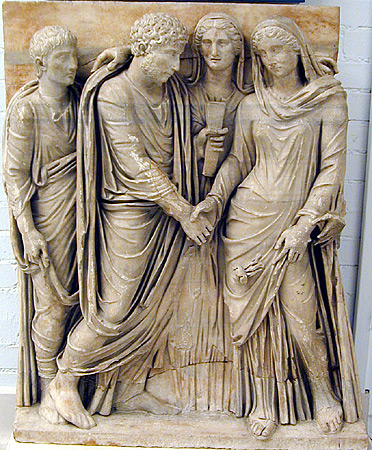
Matrimonio fra due cittadini romani, sarcofago nel Museo di Capodimonte.

Finalizzata a incoraggiare e a rinforzare l'istituto del matrimonio, è solitamente considerata parte integrante delle Leges Iuliae augustee. La Lex Papia Poppaea inoltre promuoveva esplicitamente la progenie (all'interno del matrimonio legale) e discriminava il celibato. In particolare:
- a carico dei celibi furono stabilite una serie di incapacità, in particolare in ambito successorio;[22]
- a favore degli sposati furono concesse numerose agevolazioni (possibilità di ottenere le magistrature con anticipo rispetto ai normali tempi, esenzione dai doveri pubblici, etc.).

Per particolari benemerenze, era previsto che il Senato ed il principe potessero concedere anche a soggetti non in regola con le disposizioni delle leges Iuliae e Papia i vantaggi che esse assegnavano.

## Aggiornamenti posteriori delleLeges Iuliae
Gli estratti sotto riportati provengono da codici e testi di diritto più tardi, ma sono comunque di valore in quanto si basano sui testi originali delle Leges Iuliae, spesso citandoli fedelmente.

### Ulpiano (III secolo)
Ulpiano riporta a proposito della Lex Iulia relativa al matrimonio:
XIII.2 Ceteri autem ingenui prohibentur ducere lenam, et a lenone lenave manumissam, et in adulterio deprehensam, et iudicio publico damnatam, et quae artem ludicram fecerit: adicit Mauricianus et a senatu damnatam.

XIII.2 A tutti gli altri nati liberi è proibito sposarsi con una prostituta, una donna liberata da un protettore o da una protettrice, una donna colta in adulterio, una donna condannata con pubblico giudizio, o una donna che abbia svolto attività ludica: aggiunge Mauriciano anche condannata dal senato.

(Ulpiano, Tituli ex corpore Ulpiani, 13-14)

### Giustiniano (VI secolo)

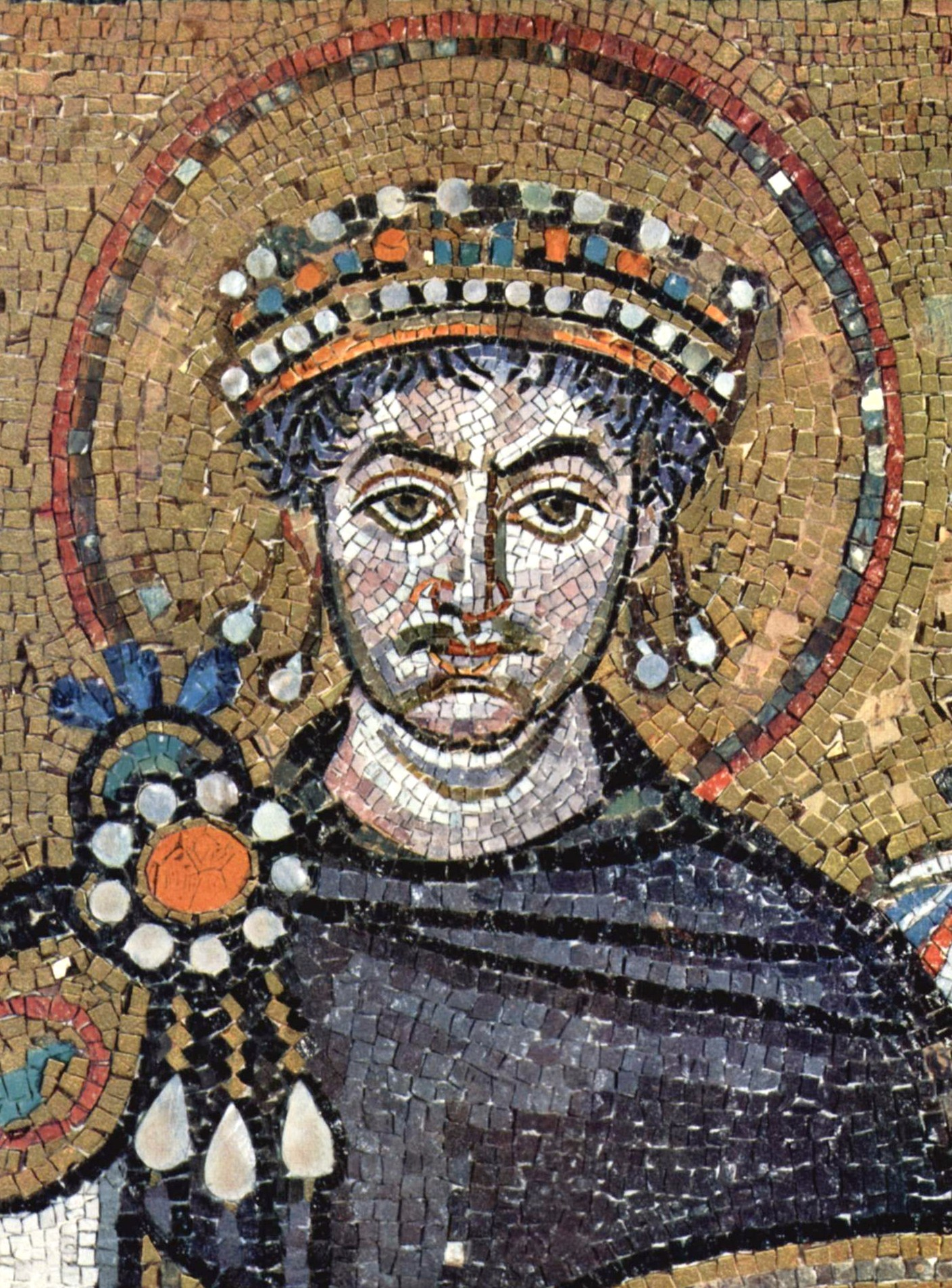
Giustiniano I, imperatore romano dal 527 al 565.

Lex Iulia de adulteris(Institutiones: 4, 18, 2-3) Le pubbliche accuse sono le seguenti (...) la Lex Iulia per la soppressione dell'adulterio punisce con la morte, non solo quelli che disonorano il letto matrimoniale di un altro, ma anche coloro che indulgono in lussuria indicibile con degli uomini. La stessa Lex Iulia punisce anche il reato di seduzione, quando una persona, senza l'uso della forza, deflora una vergine o seduce una vedova rispettabile. La pena inflitta dallo statuto su tali reati è la confisca di metà di tutte le proprietà se sono in uno stato rispettabile, punizioni corporali e l'esilio in caso di persone delle classi inferiori.
(Pandectae: 4, 4, 37) Ma per quanto riguarda le disposizioni della Lex Iulia (...) un uomo che confessa di aver commesso il reato (di adulterio) non ha diritto di chiedere la remissione della pena per il fatto di essere minorenne; né, come ho detto, sarà consentita alcuna remissione se commette uno qualsiasi di questi reati che lo statuto punisce allo stesso modo come l'adulterio; come, per esempio, se si sposa una donna che viene colta in adulterio e si rifiuta di divorziare da lei, o se si fa un profitto dal suo adulterio, o accetta una tangente per nascondere rapporti illeciti che egli rileva, o presta la sua casa per la commissione di adulterio o di rapporti sessuali illeciti al suo interno.